# Họ Cá trê
Họ Cá trê là các loài cá trong họ có danh pháp khoa học là Clariidae. Họ Clariidae là một phần của bộ Siluriformes nằm trong lớp Actinopterygii (cá vây tia). Họ này bao gồm 15 chi và khoảng 114 loài cá trê. Tất cả các loài cá trê đều là cá nước ngọt.
Các loài cá này có khả năng lấy oxy từ không khí do chúng có khả năng hít thở không khí nhờ một cơ quan phức tạp mọc ra từ vòm mang. Một vài loài có khả năng vượt một khoảng cách không lớn trên mặt đất như Clarias batrachus.

## Phân bố
Mặc dù các loài cá trê có ở Ấn Độ, Syria, nam Thổ Nhĩ Kỳ, phần lớn khu vực Đông Nam Á, nhưng sự đa dạng loài lớn nhất lại ở châu Phi, trong đó 77 loài ở châu Phi và 37 loài ở châu Á. Chi Clarias có số lượng loài đa dạng nhất, chiếm trên 50% tổng số loài trong họ và phân bố ở cả hai châu lục.

## Phân loại
Heteropneustidae chứa chi Heteropneustes với 5 loài cá trê có túi khí sinh sống tại Nam Á (từ Pakistan tới Thái Lan) được một số tác giả coi là họ tách biệt, nhưng một số tác giả coi là phân họ trong họ Cá trê. Với Heteropneustidae và Clariidae như là các họ tách biệt, một bài báo gần đây gộp chúng trong liên họ Clarioidea. Mối quan hệ của cá trê với các họ cá da trơn khác vẫn chưa chắc chắn.

### Các chi
- Bathyclarias: 8 loài, châu Phi
- Channallabes: 6 loài, châu Phi
- Clariallabes: 16 loài, châu Phi
- Clarias: 60 loài, trong đó 32 loài ở châu Phi và 28 loài ở châu Á. Loài cá trê Phi (Clarias gariepinus) cũng sinh sống ở khu vực Trung Đông và được du nhập vào nhiều nơi.
- Dinotopterus: 1 loài đặc hữu hồ Tanganyika
- Dolichallabes: 1 loài ở sông Chiloango và trung lưu sông Congo
- Encheloclarias: 6 loài, châu Á
- Gymnallabes: 2 loài, châu Phi
- Heterobranchus: 4 loài, châu Phi
- Horaglanis: 3 loài cá trê mù đặc hữu Ấn Độ
- Platyallabes: 1 loài ở hạ lưu sông Congo và vực Malebo.
- Platyclarias: 1 loài ở thượng lưu sông Kwango (Angola).
- Tanganikallabes: 3 loài đặc hữu hồ Tanganyika
- Uegitglanis: 1 loài trong hang động gần các sông Jubba và Shebelle (Somali)
- Xenoclarias: 1 loài cá trê nước sâu hồ Victoria